# Mette Frederiksen
Mette Frederiksen (Aalborg, Dinamarca, 19 de novembre de 1977) és una política danesa. Afiliada al Partit Socialdemòcrata, és membre del Folketing, el parlament de Dinamarca, d'ençà l'any 2001. També va formar part del govern de Helle Thorning-Schmidt com a Ministra de Treball a partir del 2011 i fins al 2014. Posteriorment va ser Ministra de Justícia de 2014 a 2015. El 28 de juny de 2015 va succeir a Thorning-Schmidt com a dirigent del Partit Socialdemòcrata.
Després de les eleccions parlamentàries del 5 de juny del 2019, durant les quals el "bloc vermell" de l'oposició d'esquerra va guanyar la majoria absoluta amb 94 escons de 179, es va veure missionada per la Reina Margrethe II per a portar les negociacions i formar un nou govern.

## Biografia
Mette Frederiksen va néixer el 1977 a Aalborg, filla de Flemming Frederiksen, un tipògraf de la ciutat i d'Anette Frederiksen, una pedagoga. Després d'anar al Aalborghus Gymnasium estudià administració i ciències socials a la Universitat d'Aalborg. Va obtenir el seu títol el 2000 i començà aleshores a treballar com a consultora per a LO, la confederació sindical danesa (en danès: Landsorganisationen i Danmark).
Mette Frederiksen es va implicar molt jove en política. Es va afiliar a les Joventuts Socialistes daneses quan tenia 15 anys. Amb només 24 anys, va ser elegida com a membre del parlament danès per al Comtat de Copenhagen durant les eleccions generals del 20 de novembre de 2001. Arran de la seva elecció, el seu partit la va triar com a portaveu de cultura, mitjans de comunicació i igualtat de gènere.
Arran de la desfeta del partit a les eleccions legislatives del 2015 que va significar la renúncia de Helle Thorning-Schmidt, esdevingué presidenta dels Socialdemòcrates.

### Primera ministra
El 2019, abans les eleccions legislatives, tot i tenir una política marcadament d'esquerra en l'àmbit social, va anunciar que se seguiria un control estricte de la immigració ja aplicat pel govern de Lars Løkke Rasmussen.
A conseqüència de la victòria del bloc de les esquerres a les eleccions del juny de 2019, va ser elegida com la primera ministra de Dinamarca el 27 de juny. És la primera ministre d'un govern socialdemòcrata i de minoria però amb suport de tres altres partits del bloc esquerra de Folketinget, després de 20 dies de negociacions entre els partits.
Frederiksen és la primera ministra més jove de la història danesa. El seu govern té una edat mitjana de 42 anys, només un any més que l'edat del seu cap de govern.